# Паньона
Паньо̀на (на италиански: Pagnona, на западноломбардски: Pagnone, Паньоне) е село и община в Северна Италия, провинция Леко, регион Ломбардия. Разположено е на 730 m надморска височина. Населението на общината е 407 души (към 2014 г.).